# Cosmozosteria lateralis
Cosmozosteria lateralis är en kackerlacksart som först beskrevs av Walker, F. 1868.  Cosmozosteria lateralis ingår i släktet Cosmozosteria och familjen storkackerlackor. Inga underarter finns listade i Catalogue of Life.